# Tegnebol

Tegnebol är en by i Björkviks socken, Katrineholms kommun.
Tegnebol omtalas i skriftliga handlingar första gången 1379. Under slutet av 1800-talet blev Tegnebol centrum för norra delen av Björkviks socken. En folkskola byggdes 1867 och 1925 även en småskola. En lanthandel öppnade även 1864 i Tegnebol men flyttades 1870 till Tegnefors. 1904 uppfördes ett Betelkapell i Tegnebol. Alla husen används nu för andra ändamål.